# Terra Wellington
Terra Wellington es una actriz, escritora y productora estadounidense. Es conocida por sus interpretaciones de mujeres sofisticadas en peligro, angustia o situaciones vulnerables, y trabaja predominantemente en el cine independiente. Su escritura y producción creativa incluyen series de televisión, largometrajes y televisión matutina. También es una defensora del medio ambiente y el bienestar, ha escrito libros y ha sido columnista y editora de revistas en Estados Unidos.

## Primeros años de vida
Creció en los estados del oeste de EE. UU., principalmente en Utah y Colorado, y en el área del medio oeste de Chicago en una familia de clase media.   Su madre trabajó como artista y autora independiente, aunque crio a sus hijos principalmente como ama de casa a tiempo completo.  Su padre trabajaba en ventas, actuaba en teatro comunitario y era un célebre organista.   Aprendió a tocar el piano a la edad de 5 años 
Sobresaliendo en la interpretación de prosa en el equipo de oratoria de la escuela, asistió a la escuela secundaria Adlai E. Stevenson en Lincolnshire, Illinois, un suburbio del norte de Chicago. 

## Carrera
En 2003, comenzó a aparecer en "Good Morning Arizona" en KTVK de Phoenix, Arizona, así como en "Sonoran Living" de KNXV-TV, como una personalidad de los medios que habla sobre temas de estilo de vida de bienestar.  Esto se expandió para incluir docenas de programas en los EE. UU., incluido The Montel Williams Show,  WGN-TV,  CBS News This Morning con Lynda Lopez,  Martha Stewart Living Radio,  y el canal sindicado programa de entrevistas y noticias The Daily Buzz. 
Fue editora de bienestar de dos revistas femeninas nacionales entre 2004 y 2005, REAL  y Fit Body.  Durante ese tiempo, realizó una de las últimas entrevistas en los medios de comunicación de la actriz Wendie Jo Sperber, conocida por interpretar a Linda McFly en Regreso al futuro.  Wendie Jo murió de cáncer en noviembre de 2005.  Es la ex columnista sindicada en EE. UU. de Balanced Living de Terra Wellington y autora de docenas de artículos sobre temas ambientales y de bienestar que han aparecido en publicaciones como Los Angeles Family Magazine, Aisle 7 syndicated content, Richmond Parents Monthly, Houston Family Magazine, y sitios web como DietsinReview.com, FocusOrganic.com, TheGreenParent.com y más. 

### Autora
Es colaboradora de "The Reducetarian Solution: How the Surprisingly Simple Act of Reducing the Amount of Meat in Your Diet Can Transform Your Health and the Planet", publicado por TarcherPerigee en abril de 2017. También es autora de The Mom's Guide to Growing Your Family Green: Saving the Earth Begins at Home, publicado por St. Martin's Press en marzo de 2009. 

### Actriz
Estudió actuación clásica en Los Ángeles y pasó un tiempo en el centro de improvisación The Second City.  Wellington ha aparecido en el procedimiento policial Criminal Minds de CBS  y ha sido una serie regular en el piloto de selección especial Rx del Festival de Televisión de Nueva York, que era un drama familiar sobre la marihuana medicinal.  Desempeñó un papel secundario en Los últimos días de Toussaint L'Ouverture,  una película provocativa y premiada que estuvo dedicada a las víctimas del terremoto de Haití de 2010 .  Y en 2016 interpretó el papel de la tía de Elly en "Mississippi Requiem", un largometraje en blanco y negro producido por James Franco que combina cuatro historias adaptadas de William Faulkner .  También ha protagonizado numerosas películas adicionales. 

## Caridad y campañas
Wellington ha sido una firme defensora de la conservación de los océanos, el medio ambiente y las campañas de vida saludable.

## Filmografía

### Películas
| Año  | Título                                 | Role              | Notas                                                        |
| ---- | -------------------------------------- | ----------------- | ------------------------------------------------------------ |
| 2006 | Benjamin Silverstein                   | Benjamin's Mother |                                                              |
| 2007 | Trapped                                | Mrs. Jones        |                                                              |
| 2007 | Sanity Clause                          | Dana              |                                                              |
| 2009 | Thor's Hammer                          | Paula             |                                                              |
| 2009 | You and Your Secret                    | Margaret          |                                                              |
| 2009 | The Last Days of Toussaint L’Ouverture | Mrs. Cafarelli    | La película ganó el premio al mérito en el Concurso Accolade |
| 2010 | How to Pick Your Shoes                 | Lilly             |                                                              |
| 2011 | Due                                    | Susan             |                                                              |
| 2012 | Why Me?                                | Brenda            |                                                              |
| 2016 | Made in America                        | Liz Wilson        |                                                              |
| 2017 | Pickering Place                        | Jean Warren       |                                                              |
| 2018 | When Darkness Falls                    | Laura Quinn       |                                                              |
| 2018 | Mississippi Requiem                    | Elly's Aunt       | Productor ejecutivo James Franco                             |

### Televisión
| Año  | Título            | Role           | Notas |
| ---- | ----------------- | -------------- | --- |
| 2009 | RX                | Lauren Greyson | Serie Regular. Pilot ganó el premio al mejor espectáculo por una serie dramática en el Concurso de Accolade de 2009 Pilot fue una selección especial en el Festival de Televisión de Nueva York de 2009 |
| 2011 | Mentes criminales | Reportera      | Coestrella. |